# 襄垣文庙
襄垣文庙是中国山西省襄垣县的孔庙，位于襄垣县城内新建街245号襄垣县第二中学院内操场边。文庙始建于金代，元代扩建，后世屡有修葺。已列为全国重点文物保护单位。

## 历史
襄垣文庙创建于金天会年间。元元贞二年（1296年）至大德四年（1300年）扩建，后历代均有修葺。

## 建筑
现存大成殿、东庑和藏书楼.大成殿仍是金天会年间初创文庙时的遗构，尤为珍贵。原面阔三间，元贞二年扩建时改为五间，进深六椽。为单檐悬山顶建筑，屋面硕大，出檐深远。前檐为六铺作单抄三下昂斗栱，补间隐刻一斗三升。后檐为四辅作单下昂斗拱，无补间辅作。殿内采取减柱和移柱法，用四后金柱。整体梁架粗犷。明间和两次间设隔扇门，左右稍间设隔扇窗。现状保存较好，木构彩绘清晰。

## 保护
2006年5月25日，襄垣文庙公布为第六批全国重点文物保护单位，古建筑类，编号6-428，年代为元至清。